# Selenophorus discopunctatus
Selenophorus discopunctatus är en skalbaggsart som beskrevs av Pierre François Marie Auguste Dejean. Selenophorus discopunctatus ingår i släktet Selenophorus och familjen jordlöpare. Inga underarter finns listade i Catalogue of Life.